# Соколово (област Ловеч)
Вижте пояснителната страница за други значения на Соколово.
Соко̀лово е село в Северна България. То се намира в община Ловеч, област Ловеч.

## География
Селото е разположено близо до пътя София-Варна.

## Население
| Година    | 1926 | 2009 |
| Население | 583  | 177  |

Численост и дял на етническите групи според преброяването на населението през 2011 г.:
|                     | Численост | Дял (в %) |
| Общо                | 121       | 100,00    |
| Българи             | 113       | 93,38     |
| Турци               | 6         | 4,95      |
| Цигани              | 0         | 0,00      |
| Други               | 0         | 0,00      |
| Не се самоопределят | 0         | 0,00      |
| Неотговорили        | 2         | 1,65      |

## История
Селото е образувано в края на 19 век сред развалините на стара турска крепост от четири рода, преселили се от Македония. До 1934 г. селището се е наричало Шахън-кая, и като махала със същото име е било в състава на община Радювене.

## Религии
100% от населението е с български произход.

## Културни и природни забележителности
В непосредствена близост се намира природният резерват Бялка с множество животински видове, отчасти изкуствено заселени с цел ловен туризъм. Тук се намира една от бившите резиденции на Тодор Живков. Развит е не само ловният, но и селският туризъм.

## Редовни събития
Селски събор е през последната неделя на месец септември всяка година